# Tagab (distrikt i Kapisa)
Tagab är ett distrikt i Afghanistan. Det ligger i provinsen Kapisa, i den nordöstra delen av landet, 50 kilometer nordost om huvudstaden Kabul. Administrativ huvudort är Tagab.
Distriktet beräknades år 2022 ha cirka 95 000 invånare.